# 디에브투리바

디에브투리바 (라트비아어: Dievturība) 또는 발트 신이교운동은 13세기 기독교가 들어오기전 라트비아인들의 민속 종교를 현대적으로 부활시킨 것으로 주장하는 현대 이교 운동이다. 지지자들은 디에브투리 (라트비아어: Dievturi (단수: 디에브투리스 Dievturis)), 문자 그대로 "디에브스 (Dievs)' 지키는 자", "디에베스 (Dievs)와 조화롭게 사는 사람들"이라고 부른다.
디에브투리 운동은 에르네스트스 브라스티쉬 (Ernests Brastiņš)가 1925년에 만들었다. 1940년에 소련 공산주의에 의해 탄압당했으나 라트비아 독립 이후 다시 부활했다. 약 650명이 공식적으로 디에브투리 운동의 회원이다.

## 같이 보기
- 라트비아 신화